# Ewell
Ewell – duża podmiejska wieś w Anglii, w hrabstwie Surrey, w dystrykcie Epsom and Ewell. Leży 20 km na południowy zachód od centrum Londynu. W 2001 miejscowość liczyła 39 994 mieszkańców.